# Mesopsocidae
Mesopsocidae es una familia de insectos en Psocodea perteneciente al suborden Psocomorpha. Los miembros de esta familia se caracterizan por tener una areola postica libre. La familia comprende más de 70 especies.